# Nikolai Fedorenko
Nikolai Trofímovitx Fedorenko (rus: Николай Трофимович Федоренко; 9 de novembre de 1912 - 2 d'octubre del 2000) fou un filòleg i orientalista soviètic, membre de l'Acadèmia Russa de les Ciències, diplomàtic i representant permanent de la Unió Soviètica a les Nacions Unides entre el 1963 i el 1968.

## Biografia
El 1937 es va graduar al departament de xinès de l'Institut d'Estudis Orientals de Moscou i el 1939 es va graduar en estudis de postgrau al mateix institut. Després, fins al 1968 va treballar al Ministeri de Relacions Exteriors de l'URSS. Entre el 15 de juny de 1958 i el 16 de juliol de 1962 va ocupar el càrrec d'ambaixador soviètic al Japó. De 1963 a 1968 va ser representant permanent de l'URSS a les Nacions Unides. Després de retirar-se del Ministeri d'Afers Exteriors de l'URSS va treballar com a editor en cap de la revista Inostrannaia literatura ("Literatura estrangera") (1970-1988). Va ser secretari de la Unió d'Escriptors Soviètics. Signat una carta oberta d'un grup d'escriptors soviètics, que condemnava l'«activitat i el comportament anti-soviètics» dels escriptors Aleksandr Soljenitsin i Andrei Sàkharov, publicada el 31 d'agost del 1973 al diari Pravda.

## Premis
- 2 Ordes de Lenin (12/31/1966; ...)
- Orde de la Revolució d'Octubre (11/05/1982)
- 2 Orde de la Bandera Roja del Treball (..., 16.11.1984)
- Orde de l'Amistat dels Pobles (09/17/1975)
- 2 Ordes de la "Insígnia d'Honor" (11/05/1945; ...)
- Medalla dels Treballadors Distingits
- Altres medalles